# Убур-Тохтор
Убу́р-Тохто́р (рос. Убур-Тохтор) — село у складі Акшинського району Забайкальського краю, Росія. Адміністративний центр та єдиний населений пункт Убур-Тохторського сільського поселення.

## Населення
Населення — 229 осіб (2010; 325 у 2002).
Національний склад (станом на 2002 рік):
- росіяни — 94 %